# 宽体杓蛤
宽体杓蛤（学名：Cuspidaria macrohynchus），是笋螂目杓蛤科杓蛤属的一种。主要分布于韩国、中国大陆、台湾，常栖息在东海（水深365－395米）、南海（水深300米）。